# ルーゴ・ディ・ヴィチェンツァ
ルーゴ・ディ・ヴィチェンツァ（伊: Lugo di Vicenza）は、イタリア共和国ヴェネト州ヴィチェンツァ県にある、人口約3,600人の基礎自治体（コムーネ）。

## 地理

### 位置・広がり

#### 隣接コムーネ
隣接するコムーネは以下の通り。
- アジアーゴ
- カルヴェーネ
- カッレ
- キュッパーノ
- ファーラ・ヴィチェンティーノ
- ルジアーナ・コンコ
- サルチェード (Salcedo)
- ズリアーノ

### 気候分類・地震分類
気候分類では、zona E, 2572 GGに分類される。
また、イタリアの地震リスク階級 (it) では、zona 2 (sismicità media) に分類される。

## 行政

### 分離集落
ルーゴ・ディ・ヴィチェンツァには、以下の分離集落（フラツィオーネ）がある。
- Boschetti, Cavallo Di Sotto, Cerchiarolla, Creari, Graziani, Lore, Mare, Molan, Mortisa, Rosa, Roveri, Santa Maria, Sarollo, Tripoli, Valdellette, Vesene, Volpente

## 姉妹都市
- オストラ・ヴェーテレ、イタリア
- チェルキアーラ・ディ・カラーブリア、イタリア
- ウッジャーノ・ラ・キエーザ、イタリア
- フォッサチェジーア、イタリア